# Neurologie pediatrică
Neurologia pediatrică este o ramura a medicinei care se ocupă cu diagnosticarea și tratarea problemelor neurologice la copii.